# Cmentarz ewangelicki w Borgowie
Cmentarz ewangelicki w Borgowie (niem. Friedhof in Burgdorf) – protestancka nekropolia we wsi Borgowo (pow. śremski, gmina Śrem), położona pomiędzy wsiami Borgowo i Ostrowo. Według zachowanych płyt nagrobnych, powstanie cmentarza datuje się na koniec 1. połowy XIX wieku.

## Położenie
Nekropolia jest położona na zachód od wsi Borgowo (ok. 5 km na południe od Śremu) i na północ od Ostrowa między polami i łąkami. Do cmentarza prowadzi polna droga prowadząca do sąsiedniego gospodarstwa. Teren jest położony na górce z maksymalną wysokością sięgającą dwóch metrów od drogi, który administracyjnie należy do sołectwa Ostrowo.

## Historia
Jak wskazują nagrobki, cmentarz został założony w końcówce 1 połowy XIX wieku, po sprowadzeniu się do Borgowa i Ostrowa osadników olęderskich i niemieckich w 1785 roku. Wtedy nastąpiła przebudowa wsi na tzw. Borgowskie Olędry. Najstarsza płyta nagrobna, a w zasadzie tablica żeliwna, wskazuje, iż pochówek odbył się tutaj w 1840 roku. Następne pochówki miały tutaj miejsce kolejno w latach: 1844, 1845, 1869, 1876, 1878, 1895, 1896, 1912, 1919, 1935, 1943, 1944 oraz 1966 roku. 

### Niektóre osoby pochowane na cmentarzu w Borgowie
- Marie Bardt (1835-1840)
- Anna Bardt (1837-1840)
- August Bardt (1800-1844)
- Marie Bardt (1840-1845)
- Auguste Bardt (1843- 1845)
- Andreas Kutel (1804-1869)
- Heinrich Jähn (1860-1876)
- Auguste Jähn (1863-1878)
- Waldemar Floeter (1879-1895)
- Friedrich Jachn (1821-1896)
- Bollin Beck (1851-1912)
- Dorothea Beck (1843-1919)
- Hedwig Ulbrich (1860-1935)
- Emilia Matysik (zm. 1943)
- Josef Matysik (zm. 1944)
- Clara Adelgunde Grynkiewitsch z d. Weiss (1895-1966)

## Pomnik Poległych w czasie Wielkiej Wojny 1914-1918
Na szczycie cmentarza w 1921 roku, z inicjatywy niemieckich mieszkańców Borgowa i Ostrowa, został postawiony pomnik upamiętniający ofiary I wojny światowej. W 1945 roku po wkroczeniu wojsk radzieckich na tereny powiatu śremskiego, pomnik, jako niemiecka spuścizna, został doszczętnie zniszczony przez Rosjan. 
W październiku 2019 r. w rogu cmentarza Krystian Skotarczak - ówczesny student historii na UAM - odnalazł zakopaną granitową tablice z 16 nazwiskami poległych żołnierzy. Od tego czasu trwa w porozumieniu z Sołectwem Borgowo procedura odbudowy pomnika.  